# Círculo hermenéutico

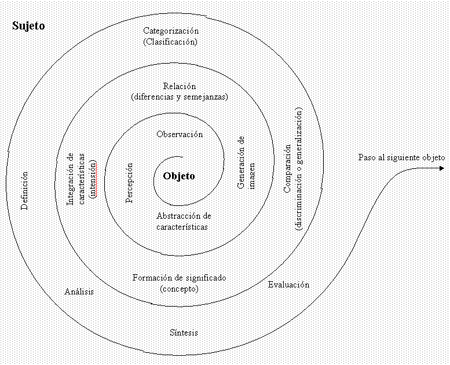
Fedor1

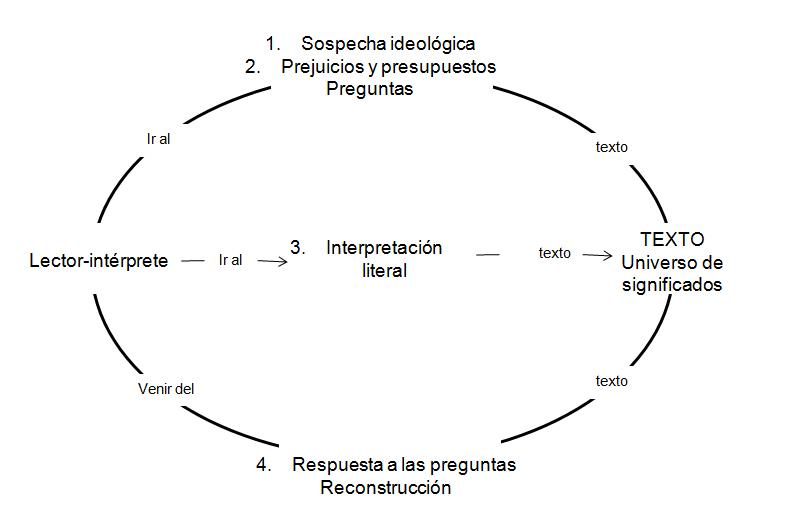
Círculo hermenéutico según Gadamer

Un círculo hermenéutico es un recurso explicativo de tipo dialógico (es decir basado en una estructura dialogal)  que intenta dar razón de los aspectos generales para el entendimiento suscitando de esta forma una nueva retroalimentación que hace discursivo el entendimiento en todo proceso hermenéutico.

«Tanto en el campo filosófico como en el teológico, se hace referencia al círculo hermenéutico para designar la estructura circular de la intelección o entendimiento».

## Historia del concepto
Friedrich Schleiermacher (1768 - 1834), filósofo y teólogo protestante alemán del siglo XIX, fue el primero en hacer frente a la naturaleza circular de la comprensión (Verstehen).
El mismo concepto de hermenéutica, pero solo de una manera mencionada, ya estaba presente en la filología helenística .

Un interés especial al círculo hermenéutico fue expresada por los exégetas bíblicos desde la época de la Contrarreforma.

En filosofía el término hermenéutica  fue especialmente señalado por Wilhelm Dilthey en el "Origen de la hermenéutica" (1900) y fue revivido en el siglo XX por diversos filósofos como Martin Heidegger (1927) y Hans-Georg Gadamer (1960).

## Schleiermacher
Schleiermacher habla de una “esfera” o un “círculo” para designar una reciprocidad entre el todo y lo singular, o bien de lo especial y lo general, en que se mueve la intelección. Esto sucede del mismo modo para la intelección histórica o de las ciencias del espíritu refiriendo de este modo a la posibilidad de salida del recurso antinómico  esclarecimiento-entendimiento, el primero referido a las ciencias de la naturaleza y el segundo a las ciencias del espíritu; entendiéndose de este modo que lo singular debe ser entendido en el todo e igualmente en lo singular. Se entiende de este modo, haciendo un recurso al elemento comprensivo, que se sugiere una pre-comprensión del todo que contiene la comprensión de lo singular. Las ideas de Schleiermarcher influyeron en la hermenéutica de Wilhelm Dilthey y particularmente en el criterio de las cosmovisiones (Weltanschauungen) planteado por Dilthey.
Por lo tanto, su hermenéutica enfatiza la importancia del intérprete en el proceso de interpretación. Se centra en la importancia de que el intérprete entienda el texto como una fase necesaria para interpretarlo. Entender, para Schleiermacher, no implica solamente leer el texto, sino que involucra conocimiento del contexto histórico del texto así como de la psicología del autor.

## Heidegger

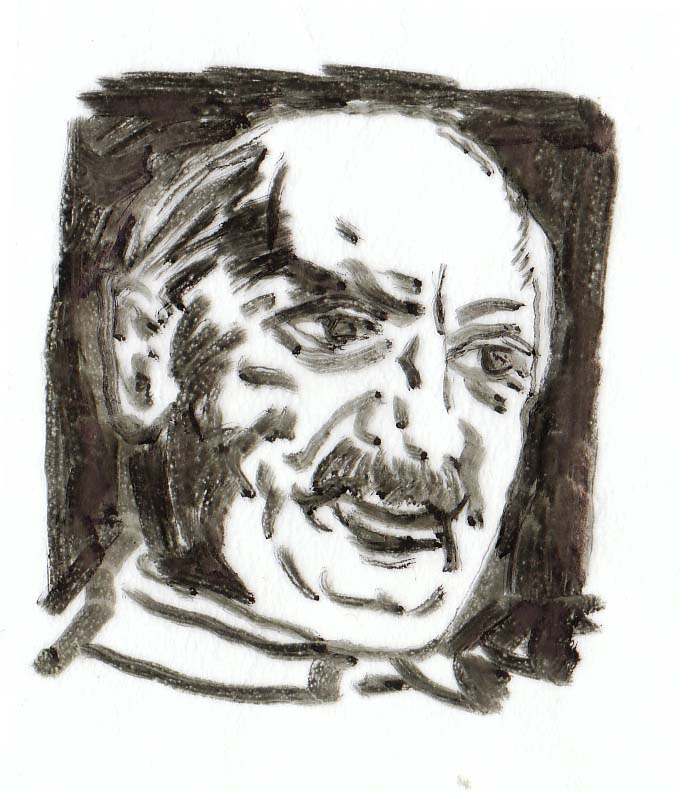
Martin Heidegger por Herbert Wetterauer

En su obra “Ser y tiempo”, Martin Heidegger establece que el círculo hermenéutico es la ley fundamental de la intelección que pertenece a los dominios esenciales (ónticos) de la existencia y se mueven como un todo en el dominio de lo que es la existencia humana como entidad comprensiva: «la interpretación se funda en la intelección y ésta no surge de aquella».
Se da un elemento de recomposición en donde la intelección es guiada por la interpretación de los sentidos originarios en la existencia. Lo entendido es entendido fundamentalmente “un algo como algo” y allí expresa una “como estructura” que expresa la constitución apriorística de la intelección.
Se expresa así un ser que nos sale al encuentro pero de igual manera un ser que no es percibido de manera pasiva sino que en la intencionalindad del individuo es intelegido de manera activa por el sujeto cognoscente dándose una dinámica dialógica entre el sujeto y el objeto del entendimiento ya que ambos se expresan en un proceso de retroalimentación que se hace efectivo en el contexto de la existencia. Ese diálogo es una comunicación de sentido que en palabras de Heidegger “sentido es lo existencial de la existencia, sólo la existencia tiene sentido”. De aquí resulta el círculo de intelección: « “Toda interpretación que implique comprensión debe haber entendido ya lo que pretende interpretar”».
Surge de este modo un problema referido al campo científico en cuanto ésta obviamente no puede presuponer principios axiomáticos preestablecidos para formular sus postulados y sitúa al círculo hermenéutico en una disyuntiva fundamental, en un vicio que re-sitúa la necesidad de acceder a la posibilidad del uso del mismo dentro del campo de las ciencias exactas ya que visto desde este punto de vista se convertiría en un recurso inacabable. Se dispone así de un imperativo de usar el círculo no como un vicio sino como herramienta en cuanto los intentos de asumir los saberes no implican la pre-suposición de ningún principio, razón por la cual el evidente vicio de comprensión quedaría superado.